# Eurowizja (znak towarowy)
Eurowizja – spolszczona forma angielskiego terminu Eurovision, stanowiącego zastrzeżony znak towarowy, należący do Europejskiej Unii Nadawców (EBU) i używany w oficjalnych nazwach programów i widowisk telewizyjnych organizowanych przez tę międzynarodową instytucję.

## Etymologia słowa
Słowo Eurowizja stanowi zbitkę wyrazów Europa i telewizja, analogicznie jak w przypadku oryginalnego terminu Eurovision, utworzonego z angielskich słów Europe i television. Po raz pierwszy terminu Eurovision użyto jako nazwy naziemnej infrastruktury przesyłu sygnału telewizyjnego – tzw. sieci telewizyjnej Eurowizji.